# Шахи у живописі
Шахи у живописі отримали достатньо широке відображення. Саме зображення епізодів шахової гри належить до жанрового малярства, проте шахи зустрічаються і в інших жанрах живопису: у натюрмортах, у портретах, картинах історичного жанру тощо. У давнину поширеним було також зображення шахів на мініатюрах та фресках.
Багато художників, що створювали картини із зображенням цієї гри, достатньо непогано були обізнаними в шахах, а декотрі були професійними шахістами (як-от Луїджі Муссіні) та використовували свої картини для пропаганди шахів.

## Шаховий живопис крізь час
Одночасно з проникненням шахів з Персії до Європи (ХІ ст.), відбувається їх інтерпретація засобами образотворчого мистецтва. Маємо збережені свідчення зображування шахів та шахового інвентаря у різних контекстах — від фресок у церквах та мініатюр у рукописах до полотен відомих художників. З того часу у творах мистецтва систематично присутня шахова тематика.

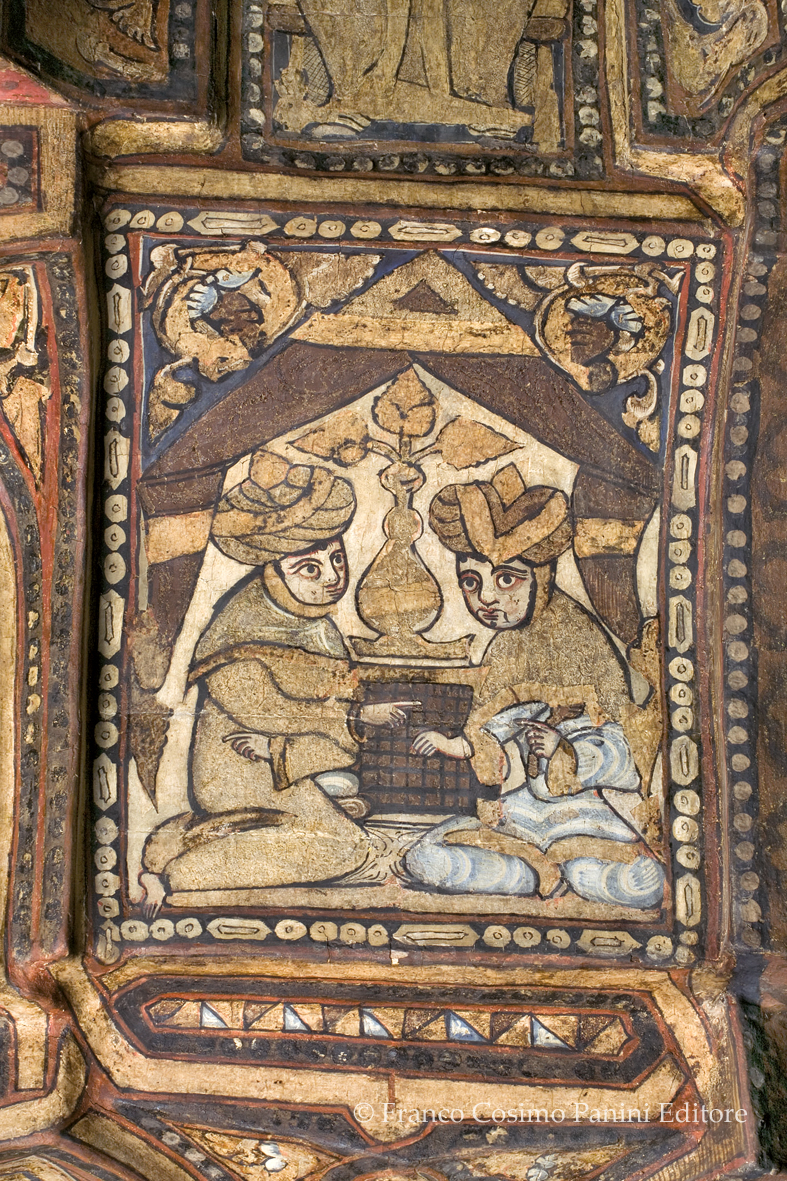
Зображення шахів у Палатинській капеллі (близько 1143 року)
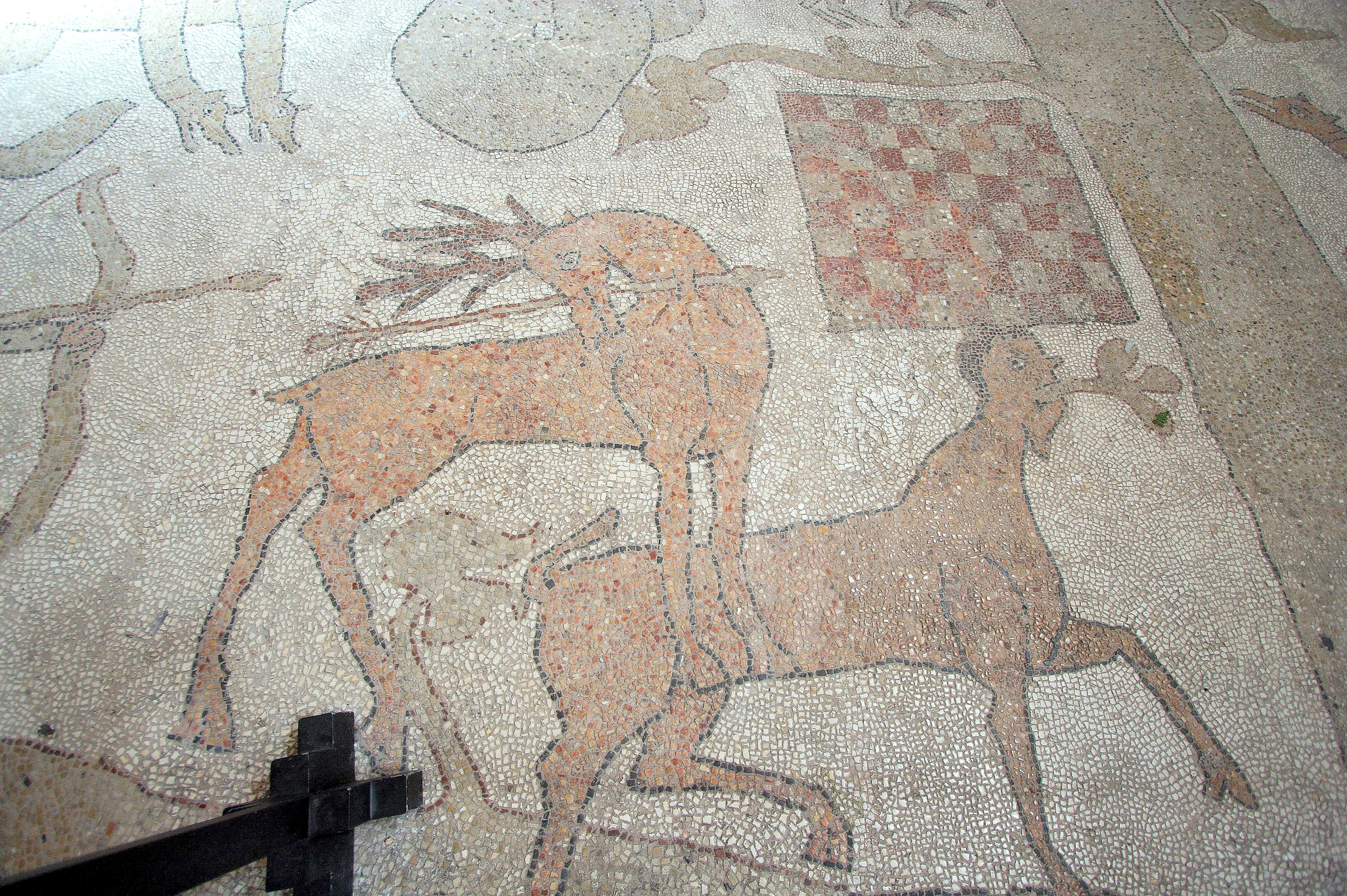
Мозаїка із зображенням шахівниці в Соборі Отранто (між 1163–1165 роками)
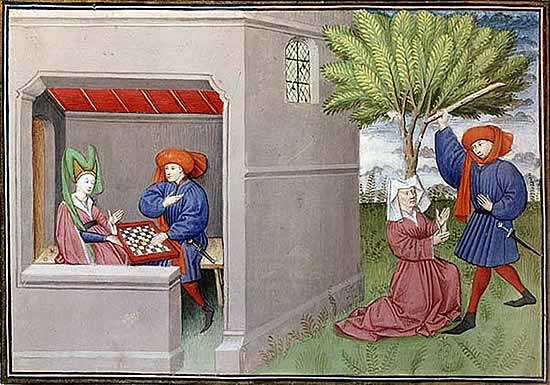
Гра в шахи на ілюстрації до «Декамерона» Дж. Боккаччо (1432 рік)
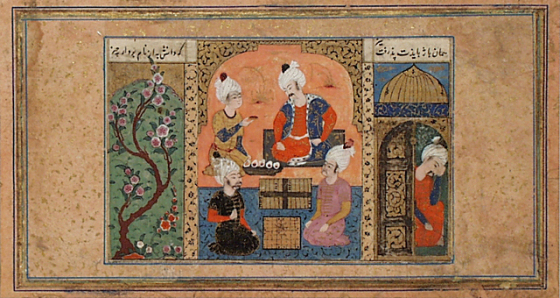
Турецька мініатюра, що зображує гру в шахи

Художники Відродження створили чимало присвячених шахам картин, які дійшли до нашого часу. Це, наприклад, картини Ліберале де Верони (1475), Лукаса ван Лейдена (1508), Паріса Бордоне (1555), Ганса Міліха (1555) та ін.
Пізніші художники у своїх картинах також зберігали інтерес до шахової тематики.

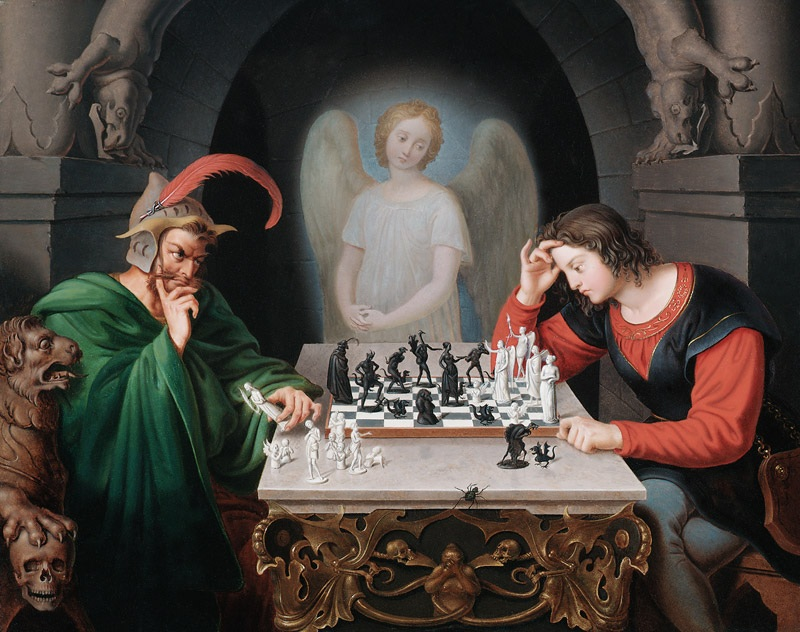
Шахісти на картині М. Ретча (1830-ті)
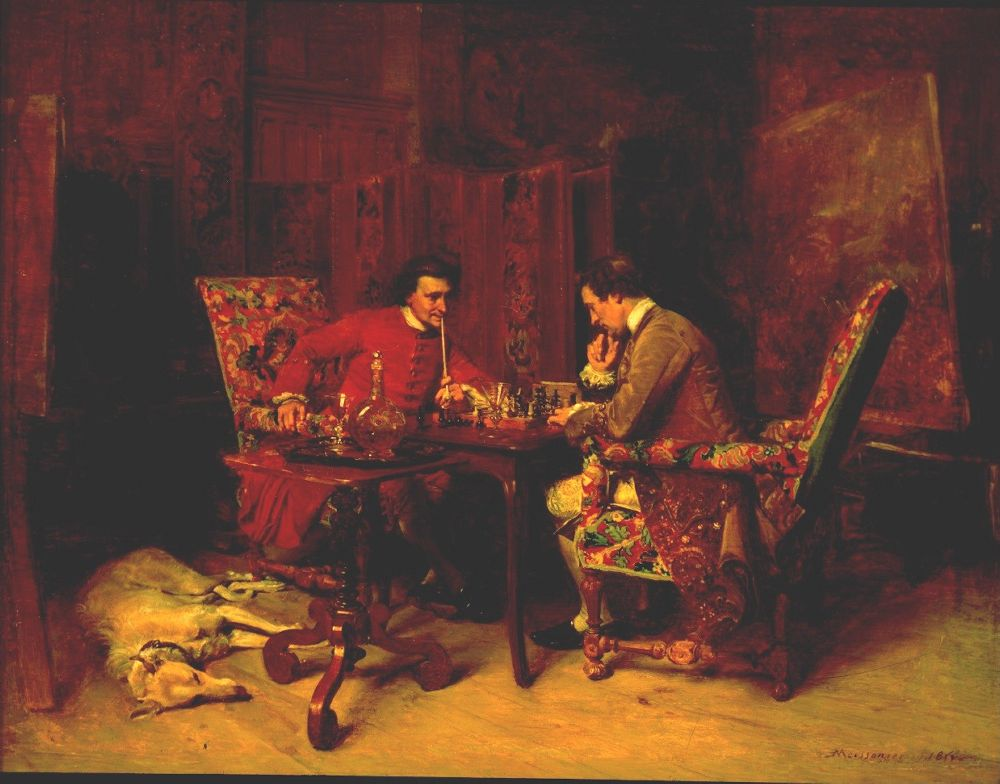
Шахісти на картині Ж. Месоньє (1853)
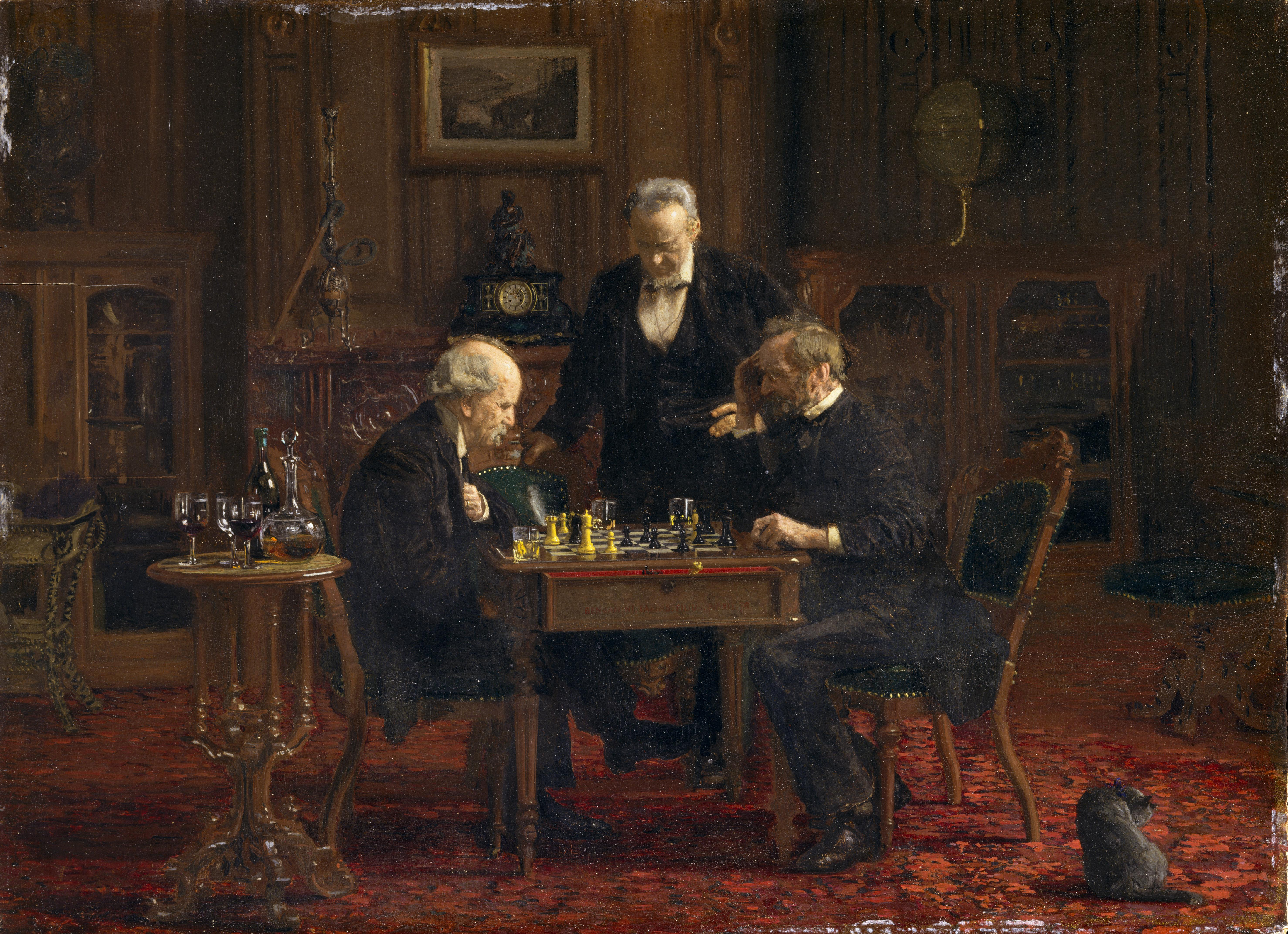
Шахісти Т. Ікінса (1876)
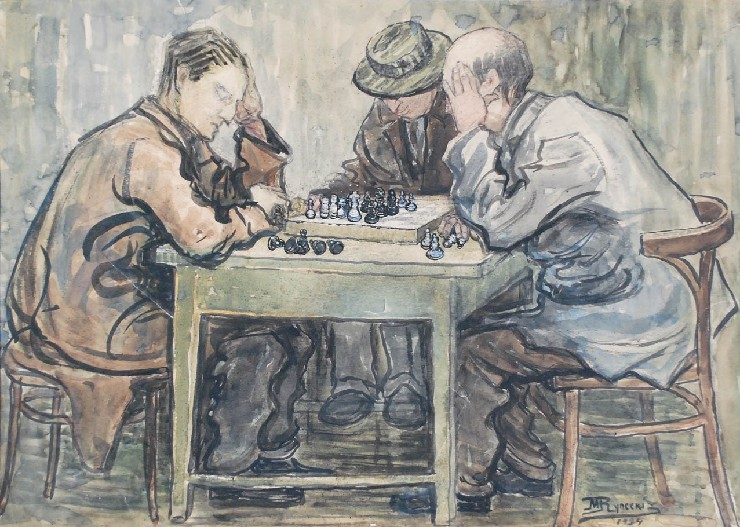
Шахісти на картині М. Ринецького (1934)

Митці створювали картини, сюжети яких безпосередньо присвячені шахам, або ж картини з іншою тематикою, де шахи були лише частиною художньої композиції. На картинах та ілюстраціях часто зображувалися не тільки звичайні гравці в шахи, але й відомі державні діячі (Іван Грозний, Бенджамін Франклін, Наполеон Бонапарт та ін.), політики, вищі церковні сановники.

Бенджамін Франклін та Наполеон Бонапарт за шахами
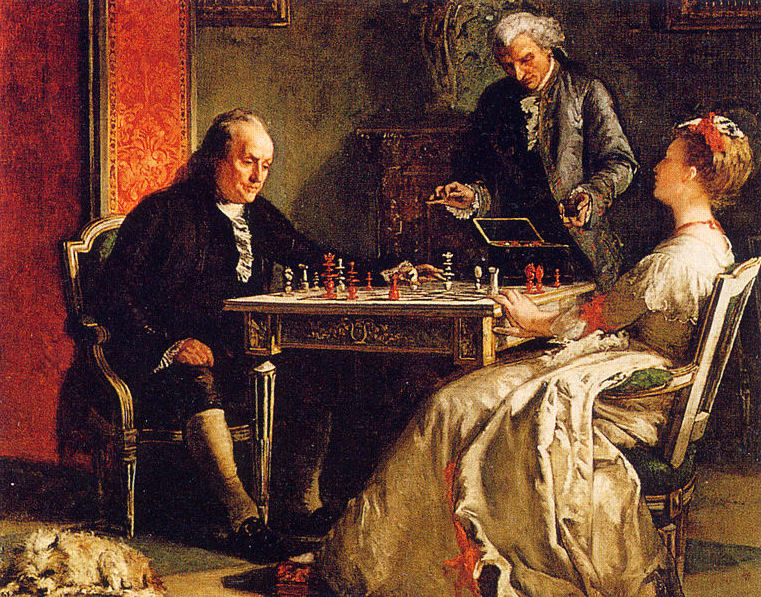
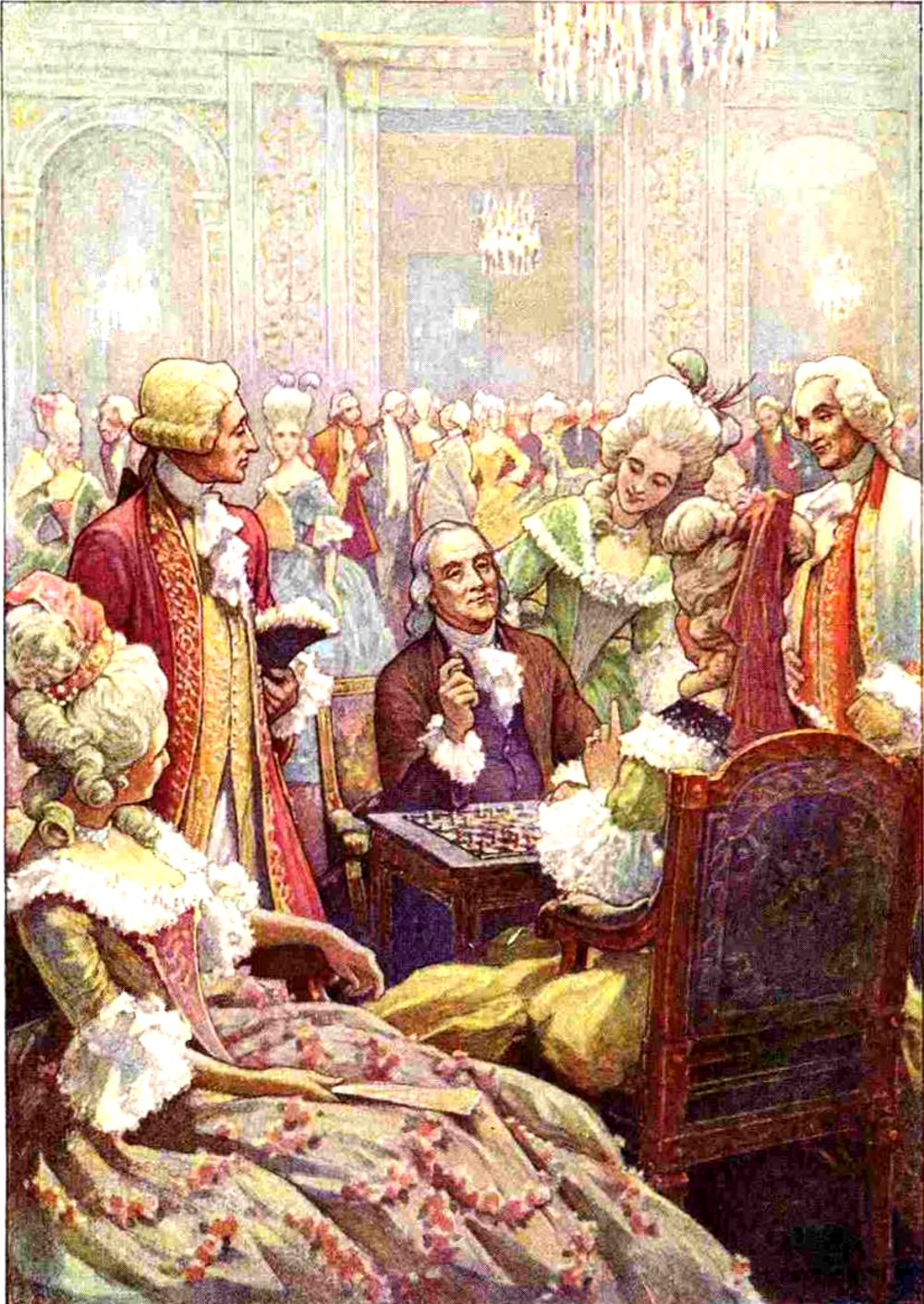
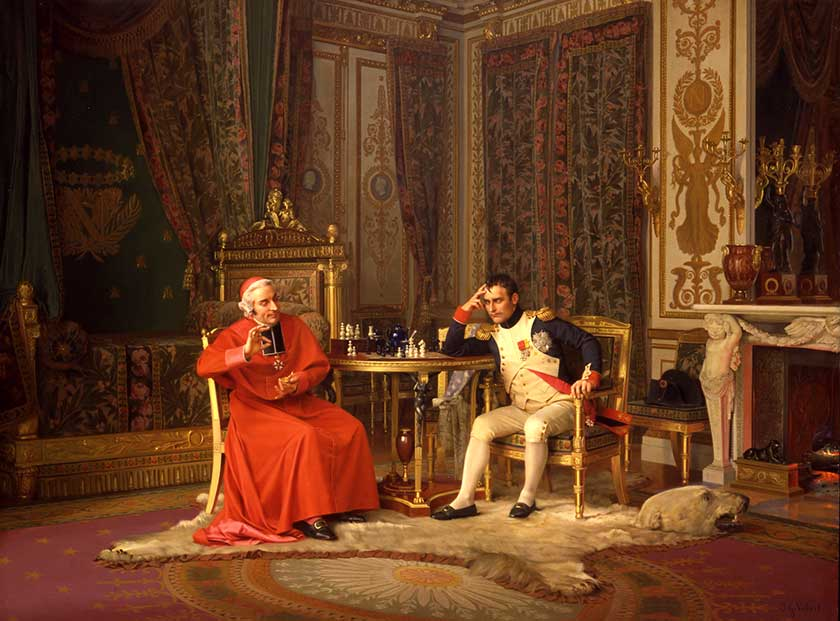
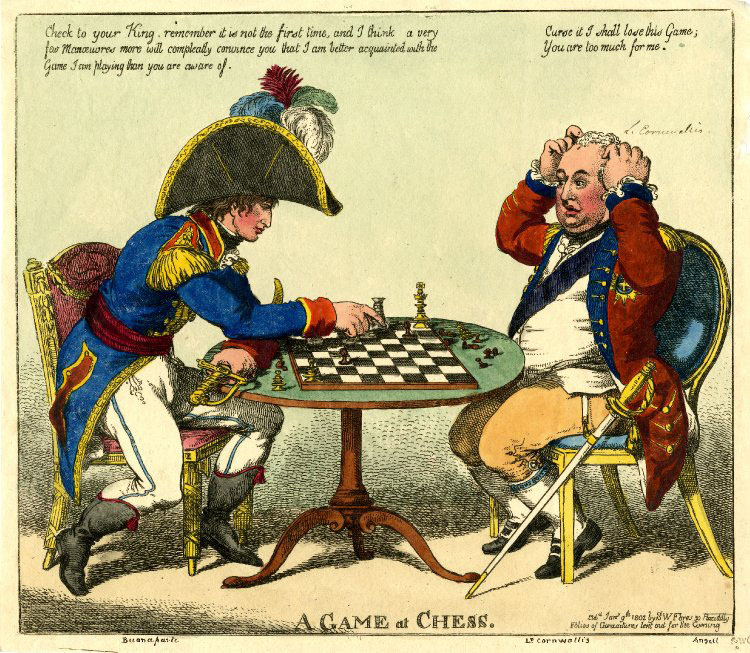